# Вологі ліси Уатуми та Тромбетасу
Вологі ліси Уатуми та Тромбетасу (ідентифікатор WWF: NT0173) — неотропічний екорегіон тропічних та субтропічних вологих широколистяних лісів, розташований на північному сході Амазонії.

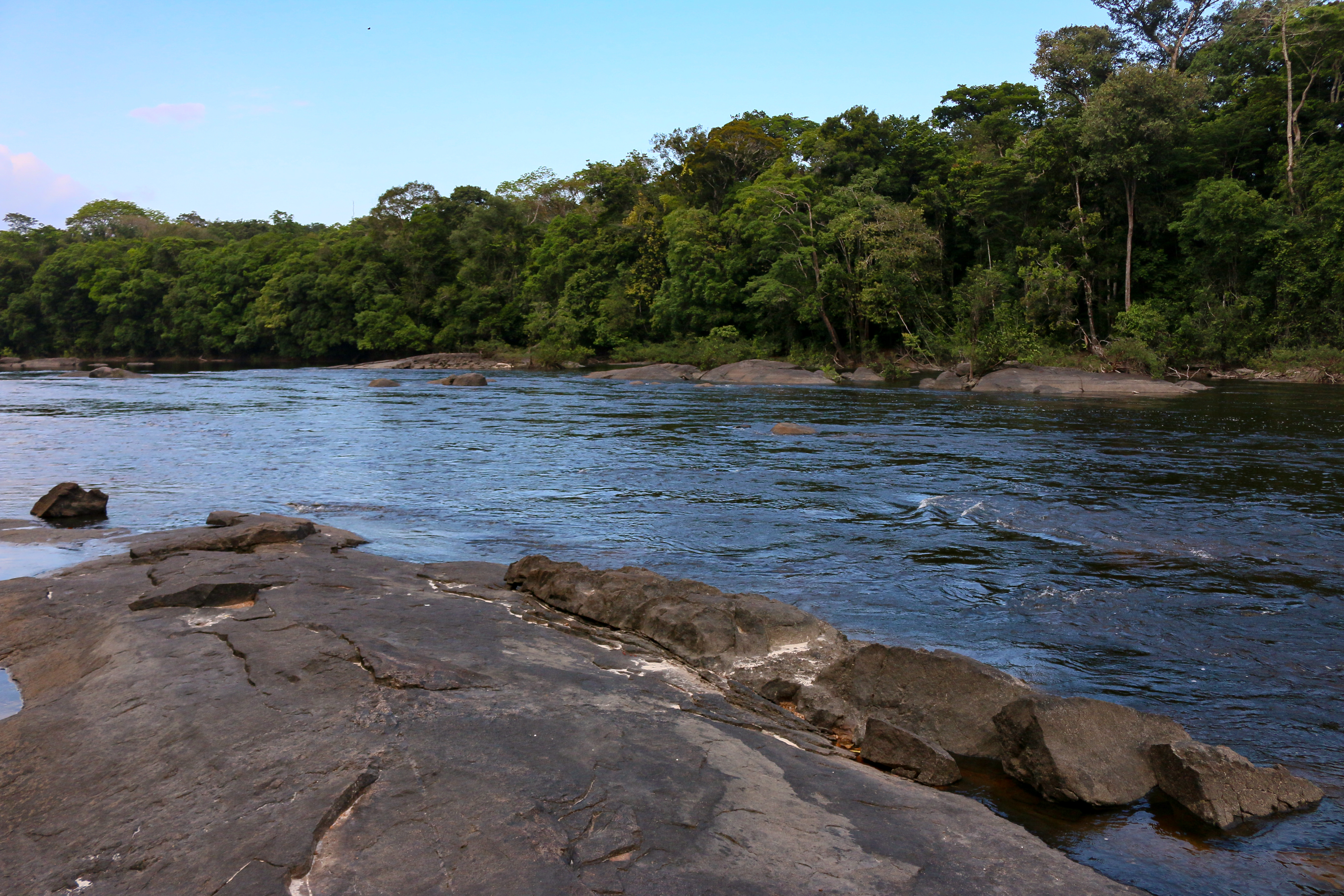
Ландшафт Національного лісу Амапа

## Географія
Екорегіон вологих лісів Уатуми та Тромбетасу охоплює велику частину басейну Амазонки, розташовану на півночі Бразилії, в штатах Рорайма, Амазонас, Пара та Амапа, а також у прикордонних районах Гаяни та Суринаму. Південною межею екорегіону є річка Амазонка, південно-західною межею — її найбільша притока Ріу-Негру, а північно-західною межею — Ріу-Бранку, головна притока Ріу-Негру. На сході екорегіон простягається майже до узбережжя Атлантичного океану, а на півночі він обмежений горами Акараї та Тумук-Умак. На крайньому південному заході екорегіону знаходиться Манаус — головне місто Бразильської Амазонії, у якому проживає понад 2 мільйони людей.
З геологічної точки зору екорегіон охоплює перехідну зону між стародавнім Гвіанським щитом та набагато молодшим Амазонським осадовим басейном. Гвіанське нагір'я, розташоване на північ від регіону, а також гори Акараї і Тумук-Умак, складаються з давніх кварцитів і пісковиків віком до 1,8 млрд років. Вони являють собою дуже еродовані залишки стародавнього фундаменту. Натомість серед низовин Амазонського басейну, поширених в південній частині екорегіону, переважають третинні осадові породи віком 2-5 млн років.
Топографічне різноманіття екорегіону, представлене височинами, низовинами та горбогір'ями, є однією з причин його високого біорізноманіття. Як правило, тут переважають бідні на поживні речовини каолінові ґрунти та піщані підзоли на схилах, однак у деяких районах трапляються дуже родючі евтрофні суглинки.
Окрім Амазонки, Ріу-Негру та Ріу-Бранку через територію екорегіону протікає низка інших великих чорноводних та прозорих річок, найбільшими з яких є Тромбетас та Жарі. Серед інших річок, що протікають територією регіону, слід відзначити Уатуму, Кумінапанему, Пару та Арагуарі.
На півночі вологі ліси Уатуми та Тромбетасу переходять у вологі ліси Гвіани та у гвіанську савану, на північному заході — у вологі ліси передгір'їв Гвіани, а також у вологі ліси Негру і Бранку та у кампінарану, на заході — у вологі ліси Жапури, Солімойнсу та Негру, а на півдні і сході, у районах, що регулярно затоплюються водою Амазонки, — у варзейські ліси Монте-Алегре, варзейські ліси Гурупи та варзейські ліси Маражо.

## Клімат
В межах екорегіону переважає спекотний та вологий мусонний клімат (Am за класифікацією кліматів Кеппена) або екваторіальний клімат (Af за класифікацією Кеппена). Середньомісячні температури тут коливаються від 26 до 27 °C. Середньорічна кількість опадів коливається від 1700 мм на схід від Обідуса до 3000 мм в басейнах Ріу-Негру та Ріу-Бранку на заході. Розподіл опадів переважно демонструє сезонний характер.

## Флора
Основними рослинними угрупованнями екорегіону є вологі дощові ліси, лісовий намет в яких розташований на висоті 30-40 м над землею. Емерджентні дерева, що підіймаються над лісовим наметом, можуть виростати до 50 м заввишки. Уздовж приток Амазонки зустрічаються ділянки низинних затоплюваних лісів, а серед пагорбів Гвіанського щита на півночі — сезонно сухі ліси та луки. На схід від Обідуса, у районах, де влітку спостерігається сухий сезон, зустрічаються ділянки сезонних лісів, лісовий намет яких розташований на висоті 20 м над землею. Ці ліси характеризуються мезофільною, напівлистяною та ксероморфною флорою та перемежовуються ділянками відкритих кампосів (луків).
Вологі дощові ліси, поширені на північ і схід від Манауса, характеризуються одним з найвищих рівнів біорізноманіття у світі і є прихистком для великої кількості ендемічних видів рослин і тварин. Околиці Манауса історично були "біологічним перехрестям", місцем, де ареали різних видів, що розділялися та еволюціонували незалежно під час льодовикових періодів, знову об'єднувалися під час періодів кліматичного потепління. У лісах на північ від Манауса на одному гектарі може рости до 235 видів дерев. Серед рослин, поширених у цій місцевості, слід відзначити туполистий протіум (Protium hebetatum), шкірясту ешвайлерію (Eschweilera coriacea), ешвайлерію Вагенхайма (Eschweilera wachenheimii), двозубу манілкару (Manilkara bidentata), гвіанську рінорею (Rinorea guianensis), путерію Енглера (Pouteria engleri), сітчасту шварцію (Swartzia reticulata), цеструмоподібний дукеодендрон (Duckeodendron cestroides) та квалею Лабуріо (Qualea labouriauana).
У лісах, поширених на захід від річки Тромбетас, лісовий намет розташований на висоті 20-30 м над землею. Емерджентні дерева, що підіймаються над ним, виростають до 40 м заввишки. У густих лісах в цій місцевості зростає багато невеликих та середніх дерев, діаметр стовбура яких становить менше 600 мм. Більшість з них належить до родин Сапотові (Sapotaceae), Лецитисові (Lecythidaceae), Бурзерові (Burseraceae), Бобові (Fabaceae), Маренові (Rubiaceae), Хрісобаланові (Chrysobalanaceae), Лаврові (Lauraceae), Аннонові (Annonaceae), Шовковицеві (Moraceae), Мімозові (Mimosoideae) та Цезальпінієві (Caesalpinioideae).
Ліси, поширені на схід від річки Тромбетас, а також в басейні Жарі в центральній частині екорегіону, мають більш однорідну структуру, але подібні за висотою та видовим складом. Тут ростуть велетенські (до 1400 мм у діаметрі) бразильські горіхи (Bertholletia excelsa) та високі дінізії (Dinizia excelsa), але вони не досягають тут такої висоти, як в інших частинах Амазонії. Епіфітів тут також зустрічається менше. Характерним видом, поширеним в лісах на сході екорегіону, є дерево акапу (Vouacapoua americana) з родини бобових (Fabaceae), деревина якого високо цінується.
У напівсухих лісах, поширених серед пагорбів на північ від Обідуса, переважають замії Леконте (Zamia lecointei), довголисті цинометри (Cynometra longifolia), волосисті тачігалії (Tachigali paniculata), шварції Дакке (Swartzia duckei), стиснуті ормосії (Ormosia coarctata), незвичайні пурпуровосередечники (Peltogyne paradoxa), гвіанські мушлеплідники (Conchocarpus guyanensis), мапуерські вошизії (Vochysia mapuerae), волосисті боннетії (Bonnetia paniculata), сампаюські лакунарії (Lacunaria sampaioi), лофостоми Дініца (Lophostoma dinizii), строкаті ктенардісії (Ctenardisia speciosa), суринамські мостуеї (Mostuea surinamensis), товстолисті макареї (Macairea pachyphylla), зморшуваті терміналії (Terminalia corrugata), серцелисті фердинандисії (Ferdinandusa cordata), строкаті путерії (Pouteria speciosa) та плямисті лепідокордії (Lepidocordia punctata).

## Фауна
Різноманіття ссавців в екорегіоні менше, ніж в Західній Амазонії. Тим не менш, у вологих лісах Уатуми та Тромбетасу зареєстровано 175 видів ссавців, зокрема понад 80 видів рукокрилих. Серед великих ссавців, поширених в лісах екорегіону, слід відзначити південноамериканського тапіра (Tapirus terrestris), звичайного пекарі (Tayassu pecari), ошийникового пекарі (Dicotyles tajacu), американську мазаму (Mazama americana), амазонійську мазаму (Mazama nemorivaga), гвіанську коату (Ateles paniscus), гвіанського ревуна (Alouatta macconnelli), рудоспинного сакі (Chiropotes chiropotes), рудувато-бурого сакі (Chiropotes sagulatus), блідого сакі (Pithecia pithecia), гігантську видру (Pteronura brasiliensis), велику капібару (Hydrochoeris hydrochaeris), великого мурахоїда (Myrmecophaga tridactyla), трипалого лінивця (Bradypus tridactylus) та південного двопалого лінивця (Choloepus didactylus), а також пуму (Puma concolor) та ягуара (Panthera onca), найбільших хижаків Амазонії. У притоках Амазонки зустрічаються амазонські річкові дельфіни (Inia geoffrensis) та прісноводні дельфіни тукуші (Sotalia fluviatilis), а також амазонські ламантини (Trichechus inunguis).
Серед менших ссавців, поширених в регіоні, слід відзначити мірікіну (Aotus trivirgatus), чубатого капуцина (Sapajus apella), золоторукого тамарина (Saguinus midas), гвіанського саймірі (Saimiri sciureus), оцелота (Leopardus pardalis), маргая (Leopardus wiedii), ягуарунді (Herpailurus yagouaroundi), чагарникового пса (Speothos venaticus), тайру (Eira barbara), кінкажу (Potos flavus), ракуна-крабоїда (Procyon cancrivorus), амазонську носуху (Nasua nasua), неотропічну видру (Lontra longicaudis), амазонську ласицю (Neogale africana), низинну паку (Cuniculus paca), бразильського агуті (Dasyprocta leporina), рудого акучі (Myoprocta acouchy), бразильську вивірку (Sciurus aestuans), жовтогорлу вивірку (Sciurus gilvigularis), амазонського рисового хом'яка (Hylaeamys yunganus), бразильського коенду (Coendou prehensilis), чорнохвостого коенду (Coendou melanurus), каєнського щетинця (Proechimys guyannensis), південного опосума (Didelphis marsupialis), сірого чотириокого опосума (Philander opossum), рудуватого мишачого опосума (Marmosa lepida), волохатого мишачого опосума (Marmosa demerarae), дев'ятипоясного броненосця (Dasypus novemcinctus), південного голохвостого броненосця (Cabassous unicinctus), карликового мурахоїда (Cyclopes didactylus) та американського тамандуа (Tamandua tetradactyla). Ендеміками екорегіону є строкаті тамарини (Saguinus bicolor) та тамарини Мартінса (Saguinus martinsi), а майже ендемічними його представниками — золотощокі сакі (Pithecia chrysocephala) та рівнинні щетинці (Isothrix pagurus).
Орнітофауна екорегіону нараховує понад 480 видів птахів. Серед птахів, поширених у вологих лісах екорегіону, слід відзначити амазонійського татаупу (Crypturellus variegatus), тонкодзьобого кракса (Crax alector), гаянську пенелопу (Penelope marail), коста-риканського голуба (Patagioenas subvinacea), гоацина (Opisthocomus hoazin), сірогрудого колібрі-шаблекрила (Campylopterus largipennis), буроголового колібрі-лісовичка (Thalurania furcata), малинового колібрі-топаза (Topaza pella), велику гарпію (Harpia harpyja), лісову катарту (Cathartes melambrotus), амазонійського трогона (Trogon ramonianus), червонодзьобого тукана (Ramphastos tucanus), чорнодзьобого тукана (Ramphastos vitellinus), гвіанського тукана (Selenidera piperivora), чорноголового аракарі (Pteroglossus viridis), чорноволу ятлу (Celeus torquatus), зелену якамару (Galbula galbula), білоплечу лінивку-довгопера (Monasa atra), червоного ару (Ara macao), червоно-зеленого ару (Ara chloropterus), венесуельського амазона (Amazona amazonica), тринідадського амазона (Amazona ochrocephala), білолобого папугу (Deroptyus accipitrinus), синьоголового папугу-червоногуза (Pionus menstruus), рудогорлу мурав'янку (Gymnopithys rufigula), гвіанську мурав'янку-куцохвоста (Hylophylax naevius), гаянську пигу (Lipaugus vociferans), гвіанського гребнечуба (Rupicola rupicola), леопардового кокоа (Xiphorhynchus pardalotus), гвіанського тирана-малюка (Zimmerius acer), рудокрилого бієнтевіо (Myiozetetes cayanensis), оливкового лорона (Schiffornis olivacea), білощоку паю (Cyanocorax cayanus), каєнську комароловку (Polioptila guianensis), амазонійського поплітника (Cantorchilus leucotis), жовтохвостого касика (Cacicus cela), зелену коноту (Psarocolius viridis), золотоплечу гутураму (Euphonia cayennensis), світлогорлу гутураму (Euphonia chrysopasta), пурпурову танагру-медоїда (Cyanerpes caeruleus), пурпурову тапірангу (Ramphocelus carbo) та блакитного цукриста (Dacnis cayana). Майже ендемічними представниками екорегіону є діадемові амазони (Amazona diadema), річкові кадуки (Myrmotherula klagesi), гвіанські каатинги (Herpsilochmus stictocephalus), суринамські тирани-свистуни (Sirystes subcanescens) та гаянські тітіріджі (Hemitriccus josephinae).
Герпетофауна екорегіону також характеризується високим різноманіттям. В околицях Манауса зареєстровано 42 види жаб, зокрема звичайну рогатку (Ceratophrys cornuta), 62 види змій, зокрема зелену анаконду (Eunectes murinus), звичайного удава (Boa constrictor), кайсаку (Bothrops atrox) і південноамериканського бушмейстера (Lachesis muta), та 23 види ящірок, зокрема звичайну ігуану (Iguana iguana) і багато видів геконів.

## Збереження
Більша частина лісів екорегіону є відносно незайманою, однак уздовж головних доріг і річок, навколо Манауса, а також в області між Обідусом та Монте-Алегре ведеться вирубка лісів, яка становить значну загрозу для місцевих екосистем. Окрім вирубки лісів, головними загрозами для збереження природи регіону є видобуток корисних копалин, який призводить до забруднення річок, побудова гребель, таких як велика гребля Балбіна на річці Уатума, а також полювання та торгівля дикими тваринами.
Оцінка 2017 року показала, що 15 806 км², або 3 % екорегіону, є заповідними територіями. Природоохоронні території включають: Біологічний заповідник Ріо-Тромбетас, Біологічний заповідник Уатума, Національний ліс Амапа, Національний ліс Сарака-Такера та Екологічну станцію Жарі в Бразилії.